# Кракатау
Кракатау је било мало острво у Индонезији кога је разнела снажна вулканска ерупција. Острво је било вулканског порекла, а експлозија се догодила 1883. године. То је једна од најпознатијих експлозија свих времена. Ерупција је уништила острво, а на том месту је данас острво Ракату.

## Уништење острва
Снажна тутњава почела је да се шири с острва Кракатау у мају 1883. године. Неколико месеци после, тутњава је постала још гласнија. Бродови који су туда пролазили извештавали су о експлозијама које су биле толико гласне да су морнарима пуцале бубне опне. Сундски пролаз, прометна бродска рута између острва Јаве и Суматре, почеле су испуњавати плутајуће вулканске стене.
Густ облак дима ширио се небом и замрачио цело подручје на неколико дана. Бродови су били затрпани, а морнари су морали у мраку лопатама да скидају вруће блато и пепео, удишући загушљив сумпорни ваздух. Море се уздизало у таласима необичних облика, а како је стизало до обала Јаве и Суматре, тамо су се уздизали и брисали комплетна насеља са обала.

### Експлозија
Непосредно после 10 часова 27. августа 1883. Кракатау је разнела једна од највећих експлозија икад забележених. Звук експлозије чуо се у Аустралији, на удаљености од 3500 km. Острво се урушило само у себе и претворило у прашину. У ваздух је одлетело око 19 кубних километара вулканског материјала. Облак прашине дигао се 80 km увис, а потом је годинама кружио око Земље, проузрокујући климатске промене и смањење летњих температура и спектакуларне заласке сунца широм света.
Погинуло је више од 36.000 људи. Ерупција сама по себи није била толико смртоносна, већ су огромни таласи (цунами), који су били и виши од 40 метара кад се вулкан урушио, уништили 163 села уз обале Јаве и Суматре.
Острво Кракатау настало је вулканском активношћу, али је вулкан био пасиван све до ерупције 1680. године. Јача ерупција од оне 1883. године забележена је само кад је експлодирао вулкан Тамбора, на индонежанском острву Сумбави. Та ерупција 1815. године избацила је пет пута више вулканског материјала, али је ерупција Кракатау привукла више пажње.

### Брзо ширење вести
Ерупција се догодила у време појаве масовних комуникација, па су се вести о њој прошириле по свету путем телеграфа за само неколико сати. Информације о експлозији научници су брижљиво сакупљали и оне су постале велики подстрек за проучавање узрока и понашања вулкана, што је довело до савремене теорије о тектонским плочама и размицању континената.
Ово се подручје налази на месту спајања двеју тектонских плоча. Што се Индоаустралијска плоча више повлачи под Еуроазијску, изазива огромне силе које потресају тло дуж тог споја и повремено експлозивно еруптирају из бројних вулкана.

## Анак Кракатау
Индоаустралијска плоча се и даље креће неколико центиметара сваке године. На месту некадашњег острва Кракатау нарастао је нов вулкан. Кад је Кракатау еруптирао, урушио се испод површине мора и створио подводну калдеру, односно велики вулкански кратер, широк 6,4 km.
Године 1927. облак дима уздигао се из воде изнад калдере, најављујући настајање новог острва. До 1928. године острво Анак Кракатау (Кракатауово дете) пробило се на површину. Током педесет година пепео и стене поступно су се гомилали и данас је ново острво високо 181 метар.
Анак Кракатау углавном само шишти и избацује пару и сумпорни дим у вис. Научници верују да је стари вулкан највећи део своје енергије ослободио 1883. и да Анак Кракатау никад неће имати исту снагу. Али то се не може са сигурношћу предвидети.